# 文塞斯劳总统镇
文塞斯劳总统镇是巴西圣保罗州的一个市镇。总面积755.01平方公里，总人口38254人，人口密度50.7人/平方公里。